# Henry John Stephen Smith

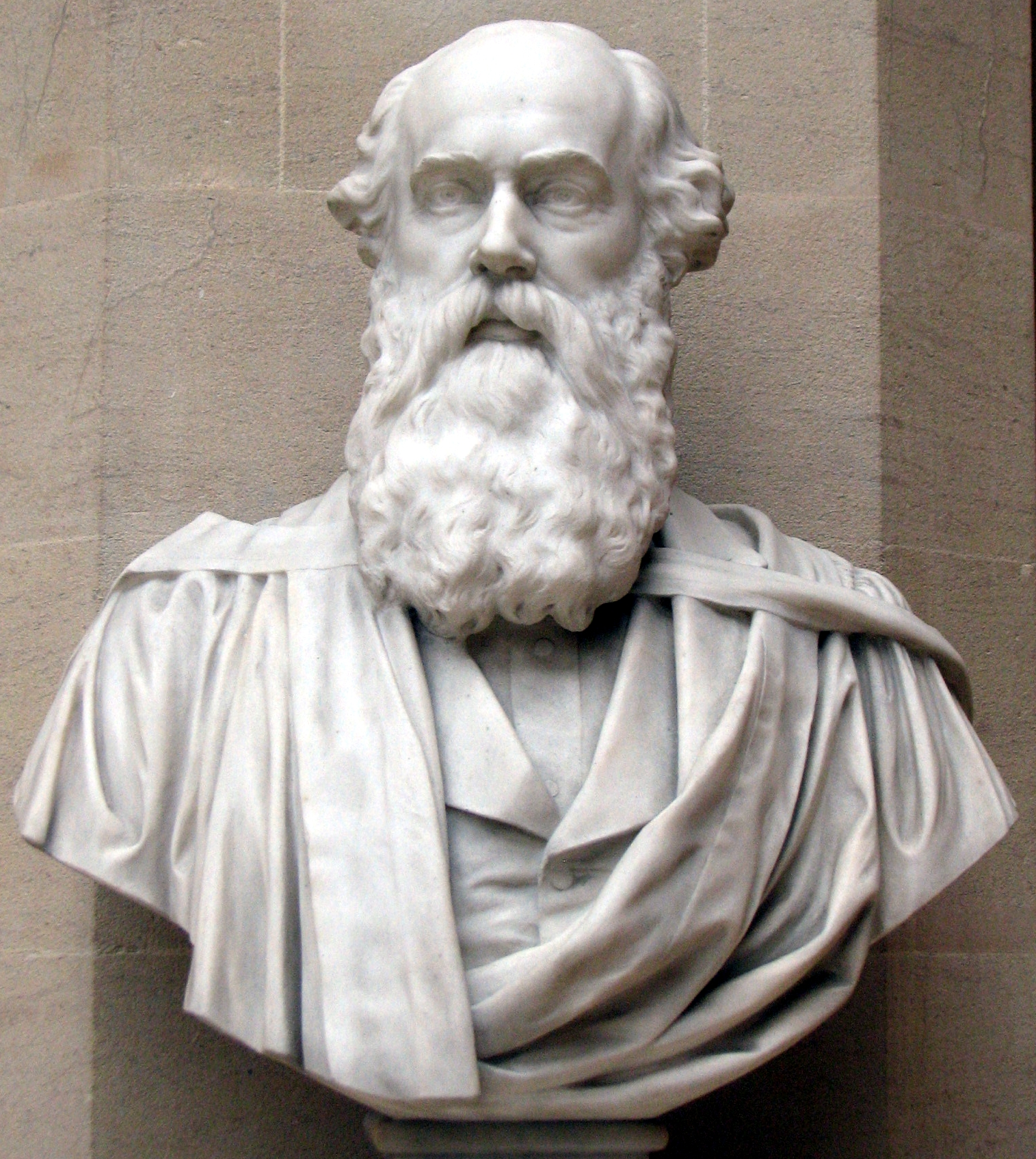
Büste von Henry John Stephen Smith im Oxford University Museum of Natural History.

Henry John Stephen Smith, häufig H. J. S. Smith zitiert, (* 2. November 1826 in Dublin; † 9. Februar 1883 in Oxford) war ein englischer Mathematiker. Seine Beiträge zur Matrixtheorie sowie zur Zahlentheorie waren in der Mathematik von nachhaltiger Bedeutung. Nach ihm sind die Smith-Normalform einer Matrix und die Smithsche Determinante benannt.

## Leben und Werk
Smith wurde als viertes Kind des Barristen John Smith geboren. Sein Vater starb, als Henry Smith zwei Jahre alt war. Nach dem Tod seines Vaters zog die Familie sehr bald nach England. Smiths Mutter unterrichtete Smith, bis er elf war. Im Alter von 15 Jahren wurde er in der Rugby School in Rugby, Warwickshire, eingeschult. Seine schwache Gesundheit erzwang den Abbruch der Schule, er konnte sich aber in Italien erfolgreich auf ein Stipendium am Balliol College der University of Oxford vorbereiten, wo er 1845 zu studieren begann. Auch sein Studium war von Krankheiten unterbrochen; so holte er sich während eines Frankreichurlaubs Malaria, nutzte dies aber, um an der Sorbonne und am College de France in Paris zu studieren. 1849 schloss er sein Studium in Oxford mit Bestnoten in den klassischen Sprachen und in Mathematik ab. Er wurde Fellow und Tutor am Balliol College. 1860 wurde er Professor auf dem Savilian Chair of Geometry in Universität Oxford. Aus finanziellen Gründen unterrichtete er weiter am Balliol College, bis ihn die Ernennung zum Fellow des Corpus Christi College davon enthob.
Smith ist vor allem durch seine Arbeiten zur Zahlentheorie bekannt, in der sich englische Mathematiker im 19. Jahrhundert sonst kaum betätigten. Sein größter mathematischer Einfluss waren die diesbezüglichen Schriften von Carl Friedrich Gauß. Smith bewies, dass sich jede natürliche Zahl als Summe von fünf und sieben Quadraten darstellen lässt, und gab auch allgemein eine Methode zur Bestimmung der Anzahl der möglichen Darstellungen einer natürlichen Zahl durch k Quadrate an (The orders and genera of quadratic forms containing more than three indeterminates, Proceedings Royal Society 1867). Mit der relativen Isolation der englischen Mathematik auf diesem Gebiet mag es zusammenhängen, dass diese Resultate auf dem Kontinent weitgehend unbeachtet blieben und sogar Gegenstand des großen Mathematik-Preises der Pariser Akademie 1882 waren. Um die Akademie nicht zu blamieren, reichte Smith, der zuvor an Charles Hermite eine Protestnote geschrieben hatte, seine Lösung von 1867 als Preisarbeit ein und gewann den Preis zusammen mit Hermann Minkowski, starb aber, bevor er ihn in Empfang nehmen konnte.
Smith schrieb 1865 einen umfangreichen Report on the theory of numbers, in dem er viele eigene Beiträge zusammenfasste. In einer Arbeit von 1875 in den Proceedings of the London Mathematical Society nahm er auch fraktale Mengen wie den Sierpinski-Teppich und die Cantor-Menge vorweg.
Für Arbeiten zur Geometrie erhielt er 1868 den Steiner-Preis in Berlin. 1861 wurde er zum Fellow der Royal Society gewählt. 1874 bis 1876 war er Präsident der London Mathematical Society. 1876 wurde er Ehrenmitglied (Honorary Fellow) der Royal Society of Edinburgh. 1880 wurde er als korrespondierendes Mitglied in die Preußische Akademie der Wissenschaften aufgenommen.